# Коронация бразильского императора

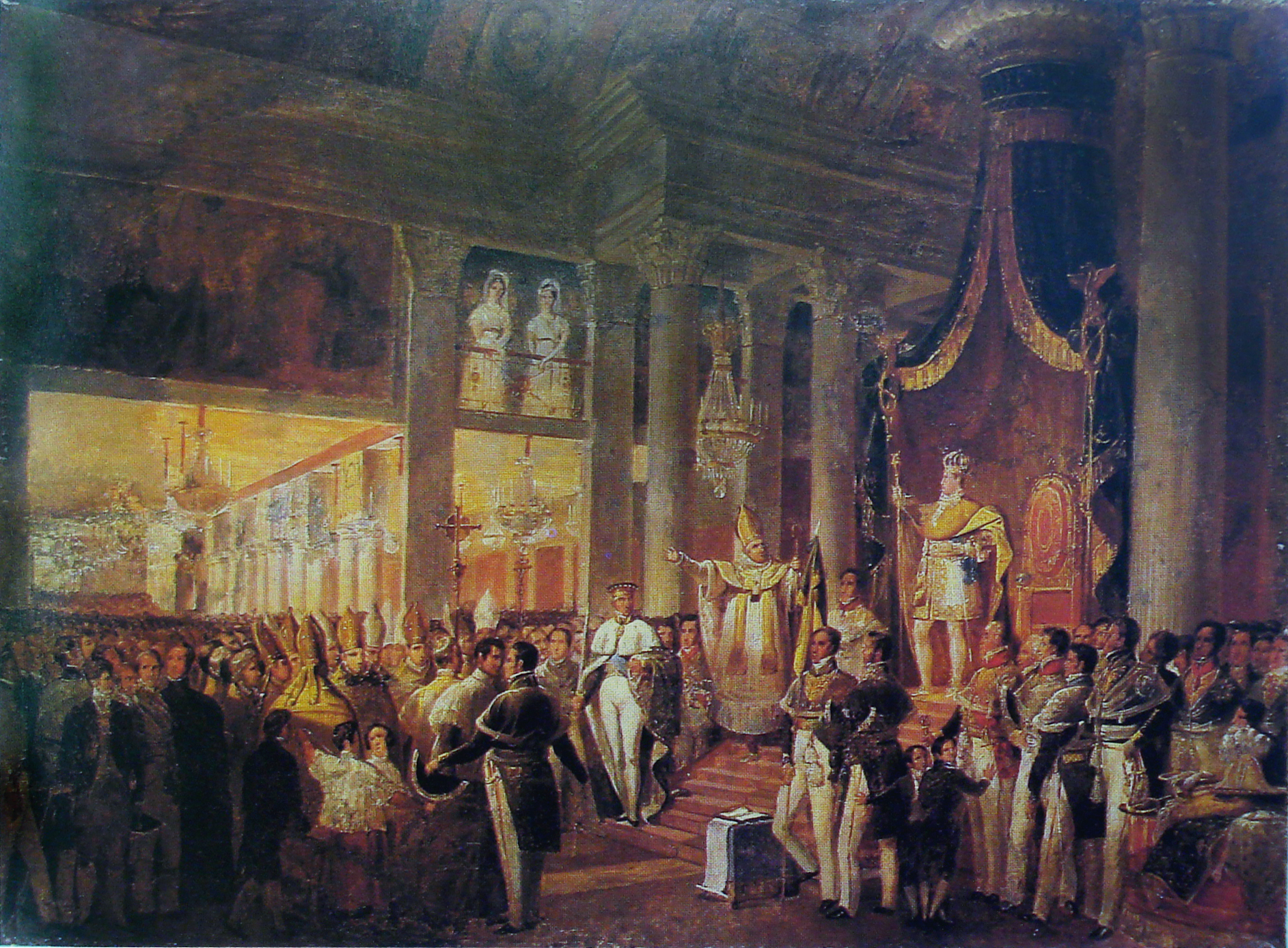
Коронация императора Бразилии Педру II в 1841 году. Художник Мануэл де Араужу Порту-Алегри

Коронация императора Бразилии — религиозный акт посвящения, во время которого монархи Бразильской империи торжественно благословлялись, помазывались, короновались и облекались другими предметами императорских регалий и возводились на престол в соответствии с обычаями Римско-католической церкви — государственной религией Империи, основанной Церковью.
Коронация бразильского монарха подтверждала восхождение на престол нового императора и соответствовала аналогичным обрядам, происходившим в других христианских монархиях. Два бразильских императора, Педру I и Педру II, прошли церемонию коронации 1 декабря 1822 года и 18 июля 1841 года, соответственно. Они остаются двумя единственными актами коронации, имевших место на южноамериканском континенте.

## Специальный обычай
В Бразилии обряды коронации обычно следовали римскому ритуалу коронации королей, как предписано Римским понтификалом в соответствии с его действовавшей на тот момент редакцией (обнародованной Папой Бенедиктом XIV), в его ежегодном издании списка служб и празднеств, под названием De benedictione et coronatione Regis, но с некоторыми изменениями, такими как естественная замена упоминаний о короле и королевстве на императора и империю, а также дарование нескольких предметов регалий, не предусмотренных в обряде Римского Понтификала (вручение державы, инвеститура в перчатках и с перстнем и т.д.).
Хотя даже после кодификации и унификации римского обряда после Тридентского собора некоторые католические страны сохранили разрешение продолжать использовать свои собственные особые обряды коронации (такие как обряд коронации королей Франции), римский ритуал для коронация королей, закрепленный в Римском Понтификале (впервые изданном при Папе Клименте VIII), стал стандартным обрядом коронации для Латинской церкви, учитывая, что все литургии, включенные в Римский Понтификал, были предписаны для общего использования во всём Римском обряде. Таким образом, этот обряд был доступен для использования епископами римского обряда в Бразилии и бразильской монархией и, естественно, был принят, как предписано литургическими законами, действовавшими в то время в Римско-католической церкви. Как и все литургические действия римского обряда Римско-католической церкви того времени, церемония коронации проводилась полностью на латыни, за исключением проповеди, которая читалась на португальском языке, местном разговорном языке.
Бразилия никогда не использовала обряды коронации супруги суверена, и поэтому императрицы Бразилии никогда не короновались, в том числе императрица Мария Леопольдина, которая уже была замужем за Педру I на момент его коронации, но не была коронована вместе со своим мужем. В стране также никогда не применялся обряд коронации царствующей императрицы, потому что бразильская монархия была упразднена в 1889 году в результате военного переворота, провозгласившего Бразилию республикой, прежде чем императорская принцесса Изабелла смогла стать преемницей своего отца на троне.
В то время как другие страны разрешали коронацию своих монархов, пока они были ещё несовершеннолетними и находились в состоянии регентства, в Бразилии коронация императора Педру II (который унаследовал корону, будучи еще несовершеннолетним) имела место только после того, как император был объявлен совершеннолетним и принял на себя трон и полноту императорской власти.
Коронация обоих императоров Бразилии состоялась в тогдашнем соборе Рио-де-Жанейро, ныне известном как Старый собор, выполнявшем функции Императорской капеллы.
На коронации императора Педру I предстоятельствовал епископ Рио-де-Жанейро, главный капеллан Императорской капеллы, поскольку единственный митрополит Бразилии, архиепископ Сан-Салвадор-да-Баия, был недоступен. Коронацию императора Педру II проводил тогдашний митрополит-архиепископ Сан-Салвадор-да-Баия, примас Бразилии.